# Francesco Merloni
Francesco Merloni (Fabriano, 17 settembre 1925 – Fabriano, 1º ottobre 2024) è stato un imprenditore e politico italiano, Ministro dei lavori pubblici dal 28 giugno 1992 all'11 maggio 1994 nei governi Amato I e Ciampi.

## Biografia
Figlio di Aristide Merloni, fondatore dell'Ariston e delle Industrie Merloni, nonché fratello maggiore di Vittorio, si è laureato in Ingegneria industriale all'Università di Pisa. Negli anni '50 entrò a lavorare nell'azienda di famiglia. Entra in Parlamento, per la prima volta e come senatore, nel 1972 con la Democrazia Cristiana. Sarà rieletto anche in altre sei legislature (di cui cinque alla camera e un'altra al senato). Fece parte delle seguenti commissioni parlamentari: Industria, commercio e turismo; Attività produttive; Ambiente; Lavoro e previdenza sociale.
Con la nascita del primo governo presieduto da Giuliano Amato tra le forze politiche che costituivano il quadripartito, diventa Ministro dei lavori pubblici, giurando il 28 giugno 1992 nelle mani del neo-Presidente della Repubblica Oscar Luigi Scalfaro, incarico che mantenne nel successivo governo guidato dal Governatore della Banca d'Italia Carlo Azeglio Ciampi fino alla sua fine l'11 maggio 1994.
Alle elezioni politiche del 1996, dopo anni di militanza con la DC (ormai scomparsa), si iscrisse al gruppo parlamentare dei Popolari democratici - l'Ulivo. In precedenza aveva ricoperto anche la carica di consigliere provinciale e consigliere comunale. Alle elezioni primarie del Partito Democratico nel 2007 dichiara di sostenere la candidatura di Enrico Letta, amico personale di lunga data di Merloni, a segretario del PD.
Alle elezioni politiche del 2022 finanzia con 100.000 € il Partito Democratico, guidato da Letta segretario dopo un incontro tra i due.
Negli ultimi anni è stato presidente onorario della multinazionale Ariston Group, specializzata in impianti di riscaldamento e climatizzazione.
Muore il 1º ottobre 2024 nella sua abitazione di Fabriano all'età di 99 anni.